# Samuel F. Swope
Samuel Franklin Swope, född 1 mars 1809 i Bourbon County, Kentucky, död 19 april 1865, var en amerikansk politiker. Han representerade delstaten Kentuckys tionde distrikt i USA:s representanthus 1855–1857.
Swope studerade vid Georgetown College i Kentucky. Han studerade sedan juridik och inledde 1830 sin karriär som advokat i Georgetown, Kentucky. Han flyttade 1832 till Falmouth, Kentucky.
Swope gick med i Knownothings och blev invald i representanthuset i kongressvalet 1854. Han bestämde sig för att inte ställa upp till omval i kongressvalet 1856 och bytte parti till Republikanska partiet. Han avled 1865 och gravsattes på Riverside Cemetery i Falmouth.